# Etmopterus robinsi
Etmopterus robinsi is een vissensoort uit de familie van de Etmopteridae (Etmopteridae). De wetenschappelijke naam van de soort is voor het eerst geldig gepubliceerd in 1997 door Schofield & Burgess.